# برفی‌کردن
کشاورزان شهرستان خمین در مرکز ایران نخستین بارش برف در این شهرستان را جشن گرفته و مراسم دیرینه‌ای با عنوان "برفی کردن" را به جا می‌آورد، که طی آن مردم برای همسایه یا بستگان خود مقداری برف به صورت پنهانی می‌برند، در صورتی که طرف دریافت کننده متوجه نشود که آنچه دریافت می‌کند برف است باید برای آورنده برف آش رشته بپزد و در غیر این صورت می‌تواند آورنده برف را با زغال سیاه کند.

## منبع
پیوند